# Maschinenfabrik Froriep
Die Maschinenfabrik Froriep GmbH war ein deutscher Werkzeugmaschinenhersteller. Das ehemalige Familienunternehmen hatte sein Werk in Mönchengladbach-Rheydt. Die Firma baute schwere Werkzeugmaschinen, die in der Industrie zum Einsatz kamen.

## Geschichte

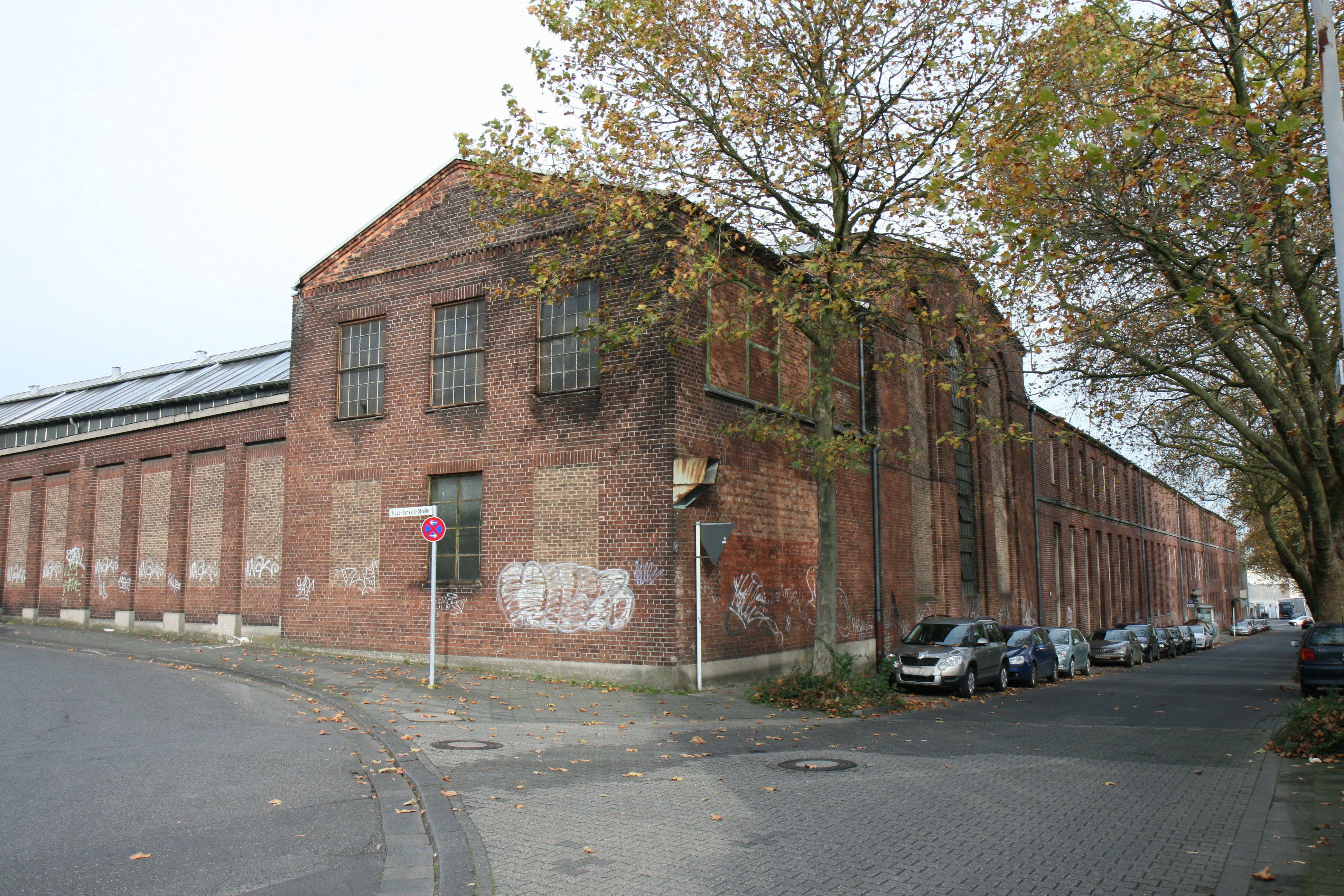
Werkshallen der ehemaligen Maschinenfabrik Froriep in Mönchengladbach-Rheydt

Das Unternehmen wurde am 1. Juni 1867 von Karl Klingelhöffer (1822–1889) und Otto Froriep (1835–1883) unter dem Namen Klingelhöffer & Froriep in Rheydt gegründet. Vor der Firmengründung leitete Froriep die Deutsche Werkzeugmaschinenfabrik in Chemnitz.
Im Jahr 1876 schied Karl Klingelhöffer als Gesellschafter aus. Die Firma wurde unter dem neuen Namen Otto Froriep weitergeführt. Nach dem frühen Tod von Otto Froriep übernahm Paul Froriep (1863–1910), ein Sohn des Firmengründers, die Leitung. Im Jahr 1920 erfolgte eine erneute Umbenennung der Firma auf den Namen Maschinenfabrik Froriep GmbH.
1943 und 1944 wurde die Maschinenfabrik bei Luftangriffen schwer beschädigt. Dabei verloren 11 Werksangehörige ihr Leben. 1948 konnte die Produktion nach einer längeren Instandsetzungsphase der Werksanlagen wieder aufgenommen werden. 1955 übernahm der Jurist Henrik Froriep (1927–2019) in Freiburg im Breisgau, der unter anderem auch als Mitglied des Landesbeirats der Commerzbank AG tätige in Brissago in der Schweiz lebende Urenkel des Gründers, für weitere 11 Jahre die Leitung des Familienunternehmens. 1966 erfolgte der Verkauf des Unternehmens an Tube Investments Linited aus London. Fünf Jahre später verkaufte Tube Investment das Werk 1971 an die in ständiger Konkurrenz zur Maschinenfabrik Froriep GmbH stehende Schiess AG aus Düsseldorf.
In den Folgejahren wurden die größten Produktionsbereiche am Standort Mönchengladbach-Rheydt nach Düsseldorf verlagert, so das zum Schluss nur noch die mechanische Fertigung und der Service am Standort Mönchengladbach-Rheydt verbleiben. In den 1980er Jahren wurden die Produktionshallen am Standort Mönchengladbach-Rheydt von der Schiess AG aufgegeben.

## Produkte
- Eisengießerei (bis ca. 1900)
- Senkrecht-Drehmaschinen
- Waagerecht-Drehmaschinen
- Waagerecht-Bohrmaschinen
- Waagerecht-Fräsmaschinen
- Maschinen für Grobblech-Bearbeitung
- Sondermaschinen der spanenden und der spanlosen Form

## Mitarbeiterzahlen
Die folgende Übersicht zeigt die Mitarbeiterzahlen des Unternehmens
| Jahr   | Mitarbeiterzahl |
| ------ | --------------- |
| 1876 2 | 6               |
| 1883 2 | 250             |
| 1896 1 | 250             |
| 1934 1 | 1200            |
| 1948 1 | 344             |
| 1961 1 | 1270            |
| 1967 1 | 925             |
| 1970 3 | 950             |

Quelle:

## Unternehmervilla
Im Jahr 1898 vergab Paul Froriep an den Architekten Robert Neuhaus den Auftrag eine repräsentative Villa in Mönchengladbach-Rheydt errichten zu lassen. Die Unternehmerfamilie bewohnte die Villa bis in die 1940er Jahre. Die Villa steht heute unter Denkmalschutz und wurde 1989 in die Denkmalschutzliste der Stadt Mönchengladbach aufgenommen. Seit 1949 wird das Gebäude als Hotel und Restaurant genutzt.